# Zoe Robinson
Zoe Robinson (ur. 30 listopada 1989) – brytyjski niepełnosprawny sportowiec, uprawiający boccię. Mistrz paraolimpijski z Pekinu w 2008 roku.

## Medale Igrzysk Paraolimpijskich

### 2012
- - Boccia - zespoły - BC1-2

### 2008
- - Boccia - zespoły - BC1-2